# Milla Punsar
Milla Punsar (* 6. Dezember 1996 in Espoo) ist eine finnische Fußballspielerin. Seit dem 1. Juli 2024 ist sie Spielerin des finnischen Erstligisten FC Honka Espoo.

## Karriere
Zuletzt für den in Espoo ansässigen EPS Espoo in der viertklassigen Naisten Kolmonen spielend, wurde Punsar zur Spielzeit 2015 vom FC Honka Espoo verpflichtet. Ihr Pflichtspieldebüt für den in der Naisten Liiga (ab der Spielzeit 2020 Kansallinen Liiga), der höchsten Spielklasse im finnischen Frauenfußball, vertretenen Verein, gab sie im Alter von 18 Jahren am 19. April 2015 (1. Spieltag) bei der 0:3-Niederlage im Heimspiel gegen Åland United; sie wurde für Jenny Danielsson in der 72. Minute eingewechselt. Ihr erstes Tor in der höchsten Spielklasse erzielte sie am 18. Juni 2016 (11. Spieltag) beim 4:0-Sieg im Heimspiel gegen TiPS Vantaa mit dem Treffer zum 3:0 in der 87. Minute.
Am Ende der Spielzeit 2017 schloss sie mit ihrer Mannschaft nach 18 Punktspielen die reguläre Saison als Zweitplatzierter und punktgleich hinter PK-35 Vantaa ab, setzte sich unter sechs Mannschaften in der sich anschließenden Meisterrunde mit einem Punkt Vorsprung auf PK-35 Vantaa als Erstplatzierter durch; somit gewann sie in ihrer acht Jahre währenden Vereinszugehörigkeit ihren zweiten Titel im Seniorinnenbereich, nachdem sie mit der Mannschaft das Pokalfinale am 2. Juni 2015 mit 4:3 gegen HJK Helsinki gewonnen hatte. Für den Verein, in dem sie im weiteren Verlauf zur Spielführerin avancierte, bestritt sie insgesamt 144 Meisterschaftsspiele, in denen ihr 41 Tore gelangen, und sechs Spiele im Wettbewerb um den nationalen Vereinspokal, in dem ihr ein Tor gelang. Auf internationaler Vereinsebene bestritt sie im Jahr 2018 alle drei Spiele der UEFA-Women’s-Champions-League-Gruppe 9, wobei ihr im letzten ein Tor gelang, sowie die beiden mit 0:1 und 1:6 verlorenen Spiele gegen die FC Zürich Frauen im Sechzehntelfinale am 12. und 27. September 2018.
In der Wintertransferperiode wurde sie vom deutschen Bundesligisten SV Meppen verpflichtet. Für das Verbleiben in dieser Spielklasse – 2020/21 stieg der Verein nach seiner Bundesligapremiere umgehend ab – hatten die Emsländerinnen die finnische Offensivspielerin, die auf der vereinsinternen Webpräsenz als „fleißige und zweikampfstarke Spielerin mit einem ausgezeichneten Torriecher“ [ausgestattet ist], charakterisiert wird, verpflichtet und mit einem bis zum 30. Juni 2024 datierten Vertrag ausgestattet. Mit dem Abstieg ihres Vereins machte sie Gebrauch von der Möglichkeit, ihren vereinbarten Vertrag zum 30. Juni 2023 zu kündigen. Nachdem sie zum FC Honka Espoo zurückgekehrt ist und in zwei Punktspielen in der Kansallinen Liiga zum Einsatz gekommen ist, wurde sie zur Saison 2023/24 vom SC Freiburg verpflichtet. Nach ihrer Zeit beim SC Freiburg kehrte sie zum FC Honka Espoo zurück, dem sie in der laufenden Saison und in der Folgesaison angehört. Ihr Ligadebüt – nach Rückkehr zum Verein – krönte sie am 7. Juli 2024 (11. Spieltag) beim 2:2-Unentschieden im Auswärtsspiel gegen den HJK Helsinki mit dem Treffer zum Endstand in der Nachspielzeit.

## Erfolge
- Finnischer Meister 2017
- Finnischer Pokalsieger 2015